# The Boston Globe
The Boston Globe je deník vycházející v americkém městě Boston. Redakce sídlí v mrakodrapu Exchange Place. Majitelem je John W. Henry, který vlastní také místní baseballový tým Boston Red Sox.
První číslo vyšlo 4. března 1872. V roce 1877 bylo zavedeno také nedělní vydání. Původně noviny hájily zájmy katolických irských přistěhovalců. Počátkem dvacátého století se The Boston Globe stal nejčtenějším deníkem v Nové Anglii. Patří mezi deset největších periodik v USA, hlavním konkurentem je Boston Herald. V roce 2002 dosáhl náklad 467 745 výtisků a od té doby stále klesá, v roce 2019 činil 92 820 výtisků ve všední den a 185 850 v neděli. Šéfredaktorem je od roku 2012 Brian McGrory. Internetová verze s paywallem se nachází na adrese BostonGlobe.com, do konsorcia Boston Globe Media patří také internetové lokální zpravodajství Boston.com a stránky Stat, zaměřené na zdravotnická témata. 
The Boston Globe je názorově zaměřen liberálně, vystupoval např. proti válce ve Vietnamu. V letech 2001 až 2003 jeho investigativní tým zveřejnil údaje o zneužívání dětí katolickými kněžími, na základě této kauzy byl natočen film Spotlight. Globe také patřil k hlavním kritikům prezidenta Donalda Trumpa. Noviny získaly 26 Pulitzerových cen a Columbia Journalism Review je zařadilo mezi nejlepší americká média.